# Johnny Dorelli
Johnny Dorelli (* 20. Februar 1937 in Meda, Lombardei als Giorgio Guidi) ist ein italienischer Schauspieler, Fernsehmoderator und Cantautore des Easy Listening, Jazz, Swing und Pop. 

## Leben
Johnny Dorelli wurde 1937 in Meda unweit von Mailand als Sohn des Tenors Nino D’Aurelio und seiner Frau Teresa geboren. Er wuchs in den Vereinigten Staaten auf. Er lernte Kontrabass und Klavier an der High School of Music and Art in New York City. Zu dieser Zeit legte er sich sein Pseudonym Johnny Dorelli an.
Er debütierte 1951, ab 1955 stand er bei CGD unter Vertrag. Er nahm neunmal am Sanremo-Festival teil (1958, 1959, 1960, 1962, 1963, 1967, 1968, 1969 und 2007); dabei erreichte er achtmal das Finale. 1958 gewann er das Musikfestival zusammen mit Domenico Modugno mit dem Lied Nel blu dipinto di blu, 1959 ebenfalls mit Modugno mit Piove (Ciao ciao bambina). Beim Sanremo-Festival 1990 übernahm er zusammen mit Gabriella Carlucci die Moderation.
Dorelli trat 1963 als Schauspieler in Die lustigen Vagabunden und 1974 in Brot und Schokolade in Erscheinung. Im Jahr 1983 spielte er die Hauptrolle in Himmel und Hölle. Er arbeitete auch als Fernsehmoderator für RAI und Canale 5.

## Privates
Dorelli war von 1972 bis 1979 mit Catherine Spaak verheiratet, aus der Ehe stammt ein Kind. Aus einer Beziehung mit Lauretta Masiero stammt Sohn Gianluca Guidi, der ebenfalls als Schauspieler arbeitet. 1991 heiratete Dorelli die Schauspielerin Gloria Guida. Sie lernten sich 1981 bei den Dreharbeiten zu He, Geister! kennen. Sie haben eine gemeinsame Tochter.

## Chartplatzierungen

### Singles
Anmerkung: Die italienischen Singlecharts setzen erst 1960 ein!

| Jahr | Titel Album             | Höchstplatzierung, Gesamtwochen, AuszeichnungChartsChartplatzierungen (Jahr, Titel, Album, Platzierungen, Wochen, Auszeichnungen, Anmerkungen) | Anmerkungen           |
| Jahr | Titel Album             | IT | Anmerkungen           |
| ---- | ----------------------- | --- | --------------------- |
| 1960 | Love in Portofino       | IT15 (2 Wo.)IT |                       |
| 1960 | Notte mia               | IT15 (1 Wo.)IT |                       |
| 1960 | Lettera a Pinocchio     | IT20 (1 Wo.)IT |                       |
| 1962 | Montecarlo              | IT5 (4 Wo.)IT |                       |
| 1963 | Non costa niente        | IT9 (5 Wo.)IT |                       |
| 1963 | Le rose sono rosse      | IT11 (4 Wo.)IT |                       |
| 1967 | L’immensità             | IT2 (21 Wo.)IT |                       |
| 1971 | Love Story              | IT23 (2 Wo.)IT |                       |
| 1972 | Per chi                 | IT22 (3 Wo.)IT |                       |
| 1972 | Il padrino              | IT13 (14 Wo.)IT |                       |
| 1973 | Una serata insieme a te | IT6 (20 Wo.)IT | (mit Catherine Spaak) |

### Kompilationen
| Jahr | Titel                  | Höchstplatzierung, Gesamtwochen, AuszeichnungChartsChartplatzierungen (Jahr, Titel, Platzierungen, Wochen, Auszeichnungen, Anmerkungen) | Anmerkungen |
| Jahr | Titel                  | IT | Anmerkungen |
| ---- | ---------------------- | --- | ----------- |
| 2004 | Swingin’               | IT31 (13 Wo.)IT |             |
| 2007 | Swingin’ parte seconda | IT58 (2 Wo.)IT |             |

## Filmografie (Auswahl)
- 1958: Totò und Peppino (Totò, Peppino e le fanatiche)
- 1959: Petticoats und Fallschirmjäger (Guardatele, ma non toccatele)
- 1963: Die lustigen Vagabunden
- 1967: Arriva Dorellik
- 1974: Brot und Schokolade (Pane e cioccolata)
- 1976: Agnes geht in den Tod (L'Agnese va a morire)
- 1976: Lollipops und heiße Höschen (Spogliamoci così senza pudor)
- 1977: Im Dienste eines Monsters (Il mostro)
- 1978: Wie man seine Frau verliert und eine Freundin gewinnt (Come perdere una moglie e trovare un'amante)
- 1980: Double für Maurice (Il capotto di Astrakan)
- 1981: He, Geister! (Bollenti spiriti)
- 1981: Leinen los – wir saufen ab (Mi faccio la barca)
- 1981: Nah-Kampf-Truppe (Ciao nemico)
- 1983: Himmel und Hölle (State buoni se potete)
- 1984: Ein Mann sieht klar (Vediamoci chiaro)
- 1985: Wie du mir, so ich dir (A tu per tu)
- 1988: Papa, ich hab dich lieb (Un milione di miliardi) (Fernsehfilm)
- 1993: Drei Tage mit dem Richter (Sì, ti voglio bene) (Fernsehfilm)

## Auszeichnungen
Am 2. Juni 1975 bekam er den Verdienstorden der Italienischen Republik (Komtur) verliehen.